# Existentialisme athée
L'existentialisme athée désigne un courant philosophique fondé par Jean-Paul Sartre. Il tend vers l'exclusion de toute forme de transcendance, de théologie ou de croyance religieuse dans la pensée philosophique existentialiste.
L'existentialisme athée nécessite un combat contre la peur de la mort sans avoir à espérer être sauvé par un dieu, et sans recours à une quelconque force surnaturelle ou réincarnation.
On trouve l'occurrence du terme dans L'existentialisme est un humanisme de Jean-Paul Sartre, qui range sous cette étiquette Martin Heidegger (qui la contestera dans la Lettre sur l'humanisme) et les « existentialistes français » (Simone de Beauvoir, Maurice Merleau-Ponty).
L'existentialisme athée refuse le déterminisme divin. Il ne conçoit que des influences, qui ne peuvent pas être d'origines divines ; elles sont sociales, provenant de groupes souverains. Sartre développe cette pensée dans son concept d'extéro-conditionnement.

### Textes
- Jean-Paul Sartre, L'existentialisme est un humanisme, Paris, Gallimard, 1996, coll. « Folio essais », 113 p.

### Critiques
- Georg Lukács (trad. E. Kelemen), Existentialisme ou Marxisme ?, Paris, Nagel, coll. « Pensées », 1948 (réimpr. 1961), 290 p.